# Porsche în Formula 1
Producătorul german de automobile Porsche a participat în Campionatul Mondial de Formula 1 în calitate de echipă de curse și producător de motoare, pentru diferite perioade începând cu 1957.
Prima apariție pentru Porsche în Formula 1 a venit în calitate de furnizor de șasiu, oferind modelul RS550 piloților clienți în Marele Premiu al Germaniei din 1957. După ce a avut o prestație modestă în Marele Premiu al Principatului Monaco din 1959 și a obținut primul punct în Marele Premiu al Italiei din 1960, Porsche decide să participe complet în Campionatul Mondial de Formula 1 din 1961. Deși a concurat cu modelul depășit tehnologic 718, echipa a obținut trei podiumuri și a terminat pe locul 3 în campionatul constructorilor. În 1962, Dan Gurney a obținut singura victorie pentru Porsche din Formula 1, după ce a câștigat Marele Premiu al Franței. De asemenea, tot Gurney a obținut și singurul pole position, în Marele Premiu al Germaniei, însă a terminat acea cursă pe locul 3. La sfârșitul sezonului, Porsche s-a retras din F1 din cauza costurilor ridicate și a modificărilor de regulamente. Piloții clienți au continuat să concureze în F1 cu modelul Porsche 718 învechit până în 1964.
Porsche a revenit în Formula 1 în 1983, după aproape două decenii de absență, furnizând motoare turbo V6, inscripționate ca unități TAG, pentru echipa McLaren. Parteneriatul s-a dovedit a fi unul extrem de succes, McLaren câștigând titlurile la piloți din 1984, 1985 și 1986, și titlurile la constructori din 1984 și 1985. Porsche a părăsit din nou Campionatul Mondial la sfârșitul sezonului 1987, revenind patru ani mai târziu pentru a furniza motoare V12 către Footwork. De această dată, rezultatele au fost așa de catastrofale încât Footwork a renunțat la parteneriat după doar șase curse din sezon în care echipa nu a încheiat nici măcar o cursă. Porsche nu a mai participat în Formula 1 de atunci.

## Istoric

### Furnizarea de mașini de F2 și participarea ca echipă de uzină (1957-1964)
În ciuda faptului că Ferdinand Porsche a proiectat mașini de Mare Premiu în anii 1920 și 1930 pentru Mercedes-Benz și Auto Union, Porsche AG nu s-a simțit niciodată acasă în cursele de monoposturi. Porsche a obținut numeroase victorii remarcabile cu mașini de dimensiuni reduse, în special la Targa Florio, unde prima victorie a fost înregistrată în 1956 de către Umberto Maglioli și Huschke von Hanstein cu modelul 550 Spyder. În anul următor, Maglioli a pilotat primul monopost Porsche de Formula 1, 550RS, la Marele Premiu non-campionat de la Napoli, clasându-se pe locul 8. La Marele Premiu al Germaniei din acel an, Maglioli și Edgar Barth au fost la volanul versiunii F2 a mașinii. Începând cu 1958 au fost introduse și modelele destinate Formulei 1.
La Marele Premiu al Țărilor de Jos din 1958, neerlandezul Carel Godin de Beaufort a luat startul cu un RSK, în timp ce Barth a continuat să piloteze modelul F2 în Germania. În 1959, mașinile de uzină Porsche au fost prezente doar la cursa din Principatul Monaco, în timp ce echipa Ecurie Maarsbergen a participat doar de două ori cu un singur monopost. În același an, Porsche a realizat o performanță de excepție în Targa Florio, ocupând primele patru locuri. În 1960, Porsche a câștigat din nou Targa Florio, iar în campionatul de Formula 2, Stirling Moss s-a impus la Zeltweg iar Jo Bonnier la Modena.
În 1961, odată cu schimbările regulamentelor în Formula 1, echipa de uzină Porsche a optat să intre în mod complet în Campionatul Mondial, avându-i pe Jo Bonnier și Hans Herrmann ca piloți, alături de americanul Dan Gurney, care avea să devină unul dintre cei mai remarcabili piloți ai mărcii în Formula 1. Performanțele mașinii au început să se îmbunătățească la mijlocul sezonului, când Gurney a fost la doar o zecime distanță de victorie în spatele lui Giancarlo Baghetti. De asemenea, Gurney a obținut locul doi în Italia și în Statele Unite, contribuind astfel la clasarea lui Porsche pe locul 3 în campionatul constructorilor. În 1962, Gurney și-a luat revanșa în Marele Premiu al Franței, aducând singura victorie pentru Porsche ca echipă de uzină. La Nürburgring, același Gurney a obținut pole position și a terminat cursa pe locul 3. La finalul sezonului, odată cu anunțarea noilor modificări ale regulamentului, Porsche a concluzionat că mașina lor nu va mai fi competitivă. Singurul pilot care a continuat să conducă un 718 până în 1964 a fost Carel Godin de Beaufort, care avea să își piardă viața în timpul antrenamentelor pentru Marele Premiu al Germaniei.

### Parteneriatul de succes cu McLaren (1983-1987)
După succesul său notabil cu mașinile turbo în anii '70, Porsche s-a întors în lumea Formulei 1 în 1983, după aproape două decenii de absență. Furnizând motoare turbo V6 răcite cu apă, Porsche a colaborat cu echipa McLaren, inscripționând unitățile de putere ca motoare TAG, întrucât partenerul lor în domeniul electronic plătea pentru întregul program de motoare, cu condiția ca acestea să fie identificate ca unități TAG. Din considerente aerodinamice, motorul plat specific Porsche a fost eliminat din calcul, fiind prea lat. Astfel, s-a optat pentru un motor V6 turbo de 90°, adaptat la cerințele stricte impuse de John Barnard, designerul șef al McLaren, care a stabilit configurația fizică a motorului pentru a se potrivi cu designul mașinii planificate.
Finanțat de TAG, care deținea drepturile de denumire, deși motoarele purtau inscripția „made by Porsche” (fabricat de Porsche), acest motor a fost conceput pentru a îndeplini standardele înalte impuse de Barnard. În ciuda inițialei reticențe a Porsche de a-și asuma responsabilitatea pentru motoare, temându-se de reacții negative în caz de eșec, insigne precum "Made by Porsche" au început să apară pe mașini după primele curse din sezonul 1984, când s-a confirmat că acestea erau unitățile necesare pentru performanța dorită. Mașinile echipate cu motoare TAG-Porsche au dominat în Formula 1, câștigând două campionate la constructori în 1984 și 1985, precum și trei titluri la piloți în 1984, 1985 și 1986. În perioada 1984-1987, motoarele Porsche au contribuit la 25 de victorii ale echipei McLaren, dintre care 19 au fost obținute de campionul mondial din 1985 și 1986, Alain Prost, și șase de campionul din 1984, Niki Lauda.
Cu toate că au avut un succes impresionant, motoarele TAG-Porsche nu au fost niciodată cele mai puternice din Formula 1, deoarece nu puteau menține un nivel ridicat de supraalimentare turbo, așa cum făceau motoarele rivalelor de la BMW, Renault, Ferrari și Honda. Piloții de la McLaren care au concurat în mod regulat cu aceste motoare (Lauda, Prost, Keke Rosberg și Stefan Johansson) au cerut în mod constant companiei Porsche să dezvolte un motor special pentru calificări, similar cu ce aveau rivalii lor. Cu toate acestea, atât Porsche, cât și proprietarul TAG, Mansour Ojjeh, au respins aceste solicitări din cauza costurilor suplimentare implicate, argumentând că motoarele de curse deja dovedite aveau o putere egală și o economie mai bună a combustibilului decât celelalte, cu excepția celor de la Honda, astfel că motoarele speciale pentru calificări nu au fost produse niciodată. Chiar și în absența unui surplus de putere, McLaren a reușit să obțină șapte pole position-uri (șase pentru Prost, unul pentru Rosberg) și 21 de poziții de start în prima linie.

### Eșecul cu Footwork (1991)
Porsche a revenit din nou în F1 în 1991 ca furnizor de motoare, însă de această dată rezultatele au fost dezastroase. Mașinile Footwork Arrows, propulsate de motorul Porsche 3512 dublu-V6, care cântărea 180 kg (conform mai multor declarații, inclusiv cel al designerului McLaren, Alan Jenkins, motorul era de fapt o combinație a două motoare TAG V6 folosite de McLaren între 1983 și 1987, fără turbocompresoare), nu au reușit să obțină niciun punct și nici măcar să se califice pentru mai mult de jumătate din cursele din acel sezon. După ce Footwork a înlocuit motoarele Porsche cu cele de la Cosworth DFR, Porsche nu a mai avut nicio prezență în Formula 1. Conform afirmațiilor celor de la Footwork, principala problemă a modelului 3512, pe lângă lipsa de putere, a fost reprezentată de gravele probleme de lubrifiere, care adesea au dus la defectarea motorului.

### Încercare eșuată de întoarcere pentru 2026
Pe 2 mai 2022, Herbert Diess, directorul general al Grupului Volkswagen, a anunțat că Porsche va reveni în Formula 1 alături de Audi, o marcă VW. Aceasta va fi prima intrare pentru Audi în acest sport. La 27 iulie, în Maroc, au fost publicate informații oficiale privind aprobarea unei cereri depuse în comun de Porsche și Red Bull GmbH, prin care Porsche a achiziționat 50% din acțiunile programului Red Bull în Formula 1. Această cerere trebuia să fie depusă la autoritățile antitrust din până la 20 de țări, inclusiv din afara Uniunii Europene. Comunicatul de presă trebuia să fie difuzat pentru Marele Premiu al Austriei. Cu toate acestea, FIA nu a aprobat regulamentul pentru motoarele din 2026 înainte de 29 iunie, așa cum era prevăzut, întârziind confirmarea oficială a intrării Porsche în Formula 1. La 15 august, Porsche a înregistrat la Oficiul german de brevete marca „F1nally”, care acoperă dezvoltarea diferitelor activități, cum ar fi activitățile culturale și sportive, serviciile tehnologice și științifice, dezvoltarea industrială, analiza și proiectarea, precum și dezvoltarea și proiectarea de hardware și software pentru calculatoare, marketing și funcții de birou, telecomunicații și administrație.
După luni de speculații, Porsche AG a confirmat în septembrie că discuțiile cu Red Bull GmbH nu vor continua. Intenția era de a ajunge la un parteneriat perfect egal, dar negocierile nu au ajuns niciodată la bun sfârșit. În martie 2023, Porsche a anunțat că nu se va alătura Formulei 1 în 2026.

## Rezultate complete ca echipă de uzină
| Legendă      | Legendă                                  |
| Culoare      | Rezultat                                 |
| ------------ | ---------------------------------------- |
| Auriu        | Câștigător                               |
| Argintiu     | Locul 2                                  |
| Bronz        | Locul 3                                  |
| Verde        | Alte locuri care punctează               |
| Albastru     | Alte locuri                              |
| Albastru     | Nu s-a clasat, dar a terminat cursa (NC) |
| Purpuriu     | A abandonat cursa (Ab)                   |
| Negru        | Descalificat (DSC)                       |
| Alb          | Nu a luat startul (NS)                   |
| Roșu         | Nu s-a calificat (NSC)                   |
| Fără culoare | Retras înainte de calificări (Ret)       |
| Fără culoare | Exclus (EX)                              |
| Fără culoare | Nu a participat (celulă goală)           |
| Adnotare     | Însemnătate                              |
| P            | Pole position                            |
| R            | Cel mai rapid tur                        |

| Sezon  | Șasiu                  | Motor                   | Pneu             | Piloți                   | 1   | 2   | 3   | 4   | 5   | 6   | 7   | 8   | 9   | 10  | 11  | Pct.    | Poz. |
| ------ | ---------------------- | ----------------------- | ---------------- | ------------------------ | --- | --- | --- | --- | --- | --- | --- | --- | --- | --- | --- | ------- | ---- |
| 1957   | RS550                  | 547/3 1,5 F4            |                  |                          | ARG | MCO | 500 | FRA | GBR | DEU | PES | ITA |     |     |     | N/A     | N/A  |
| 1957   | RS550                  | 547/3 1,5 F4            | Edgar Barth      |                          |     |     |     |     | 12  |     |     |     |     |     |     | N/A     | N/A  |
| 1957   | RS550                  | 547/3 1,5 F4            | Umberto Maglioli |                          |     |     |     |     | Ab  |     |     |     |     |     |     | N/A     | N/A  |
| 1958   | RSK                    | 547/3 1,5 F4            |                  |                          | ARG | MCO | NLD | 500 | BEL | FRA | GBR | DEU | PRT | ITA | MAR | 0       | NC   |
| 1958   | RSK                    | 547/3 1,5 F4            | Edgar Barth      |                          |     |     |     |     |     |     | 6   |     |     |     |     | 0       | NC   |
| 1959   | 718                    | 547/3 1,5 F4            | D                |                          | MCO | 500 | NLD | FRA | GBR | DEU | PRT | ITA | USA |     |     | 0       | NC   |
| 1959   | 718                    | 547/3 1,5 F4            | D                | Wolfgang von Trips       | Ab  |     |     |     |     | NS  |     |     |     |     |     | 0       | NC   |
| 1959   | Behra-Porsche RSK (F2) | 547/3 1,5 F4            | D                | Maria Teresa de Filippis | NSC |     |     |     |     |     |     |     |     |     |     | 0       | NC   |
| 1960   | 718                    | 547/3 1,5 F4            | D                |                          | ARG | MCO | 500 | NLD | BEL | FRA | GBR | PRT | ITA | USA |     | 1       | 7    |
| 1960   | 718                    | 547/3 1,5 F4            | D                | Hans Herrmann            |     |     |     |     |     |     |     |     | 6   |     |     | 1       | 7    |
| 1960   | 718                    | 547/3 1,5 F4            | D                | Edgar Barth              |     |     |     |     |     |     |     |     | 7   |     |     | 1       | 7    |
| 1961   | 718 787                | 547/3 1,5 F4            | D                |                          | MCO | NLD | BEL | FRA | GBR | DEU | ITA | USA |     |     |     | 22 (23) | 3    |
| 1961   | 718 787                | 547/3 1,5 F4            | D                | Jo Bonnier               | 12  | 11  | 7   | 7   | 5   | Ab  | Ab  | 6   |     |     |     | 22 (23) | 3    |
| 1961   | 718 787                | 547/3 1,5 F4            | D                | Dan Gurney               | 5   | 10  | 6   | 2   | 7   | 7   | 2   | 2   |     |     |     | 22 (23) | 3    |
| 1961   | 718 787                | 547/3 1,5 F4            | D                | Hans Herrmann            | 9   |     |     |     |     | 13  |     |     |     |     |     | 22 (23) | 3    |
| 1962   | 804 718                | 753 1,5 F8 547/3 1,5 F4 | D                |                          | NLD | MCO | BEL | FRA | GBR | DEU | ITA | USA | ZAF |     |     | 18 (19) | 5    |
| 1962   | 804 718                | 753 1,5 F8 547/3 1,5 F4 | D                | Jo Bonnier               | 7   | 5   |     | 10  | Ab  | 7   | 6   | 13  |     |     |     | 18 (19) | 5    |
| 1962   | 804 718                | 753 1,5 F8 547/3 1,5 F4 | D                | Dan Gurney               | Ret | Ret |     | 1   | 9   | 3P  | 13  | 5   |     |     |     | 18 (19) | 5    |
| 1962   | 804 718                | 753 1,5 F8 547/3 1,5 F4 | D                | Phil Hill                |     |     |     |     |     |     |     | NS  |     |     |     | 18 (19) | 5    |
| Sursa: |                        |                         |                  |                          |     |     |     |     |     |     |     |     |     |     |     |         |      |

Note
- ^1 – Indică o cursă la care s-a participat cu o mașină F2.
- ^2 – Campionatul Mondial al Constructorilor nu a existat înainte de 1958.

## Palmares ca furnizor de motoare
| Constructor | Sezoane         | Curse | Victorii | Prima victorie           | Ultima victorie            | Pole-uri | Primul pole                         | Ultimul pole             |
| ----------- | --------------- | ----- | -------- | ------------------------ | -------------------------- | -------- | ----------------------------------- | ------------------------ |
| McLaren     | 1983-1987       | 68    | 25       | MP al Braziliei din 1984 | MP al Portugaliei din 1987 | 7        | MP al Principatului Monaco din 1984 | MP al Germaniei din 1986 |
| Footwork    | 1991            | 6     | 0        | -                        | -                          | 0        | -                                   | -                        |
| Total       | 1983–1987, 1991 | 74    | 25       | MP al Braziliei din 1984 | MP al Portugaliei din 1987 | 7        | MP al Principatului Monaco din 1984 | MP al Germaniei din 1986 |